# Ronde van Spanje 2014/Veertiende etappe
De veertiende etappe van de Ronde van Spanje 2014 werd gereden op 6 september 2014. Het was een bergrit over 199 km van Santander naar La Camperona (Valle de Sábero). De Canadees Ryder Hesjedal kwam met 10 seconden voorsprong als eerste boven op de steile helling.

## Ritverslag
Onder impuls van Adam Hansen en Ryder Hesjedal kwam na de eerste tussensprint een vluchtersgroep van 23 renners tot stand. Onder meer Tom Boonen en Bart De Clercq waren daar ook bij.
In de klim naar de Puerto de San Glorio lieten David Arroyo en Luis León Sánchez de medevluchters in de steek. Even haakte ook de Zuid-Afrikaan Jacques Janse Van Rensburg aan, maar dat duurde niet lang.
Voor de top van de San Glorio was de vluchtersgroep uitgedund tot 12 achtervolgers op een 5-tal minuten van het leidersduo. Voor de slotklim waren de twee koplopers ingelopen door hun achtervolgers. Er bleef nu een kopgroep van 12 over, die een voorsprong hadden van meer dan 6 minuten op het grote peloton. Hansen trachtte ploegmaat De Clercq te lanceren voor ritwinst, maar Hesjedal haalde uit op de steilere stroken. Even ging Oliver Zaugg nog langs Hesjedal, maar deze laatste bleek nog over de meeste reserves te beschikken en won de rit. 

## Uitslagen
| Rituitslag |                    |                         |          |
| Plaats     | Naam               | Ploeg                   | Tijd     |
| Winnaar    | Ryder Hesjedal     | Garmin Sharp            | 5u18'10" |
| 2          | Oliver Zaugg       | Tinkoff-Saxo            | + 10"    |
| 3          | Imanol Erviti      | Team Movistar           | + 30"    |
| 4          | Aleksandr Kolobnev | Team Katjoesja          | + 39"    |
| 5          | Louis Meintjes     | MTN-Qhubeka             | + 42"    |
| 6          | Bart De Clercq     | Lotto Belisol           | + 52"    |
| 7          | Romain Sicard      | Team Europcar           | + 1'44"  |
| 8          | David Arroyo       | Caja Rural-Seguros RGA  | + 2'02"  |
| 9          | Carlos Verona      | Omega Pharma-Quick-Step | + 2'15"  |
| 10         | Chris Froome       | Team Sky ProCycling     | + 2'36"  |
|            |                    |                         |          |
| 24         | Robert Gesink      | Belkin-Pro Cycling Team | + 4'02"  |

| Algemeen Klassement |                    |                         |           |
| Plaats              | Naam               | Ploeg                   | Tijd      |
| Rode trui           | Alberto Contador   | Tinkoff-Saxo            | 54u20'16" |
| 2                   | Alejandro Valverde | Team Movistar           | + 42"     |
| 3                   | Chris Froome       | Team Sky ProCycling     | + 1'13"   |
| 4                   | Joaquím Rodríguez  | Team Katjoesja          | + 1'29"   |
| 5                   | Rigoberto Urán     | Omega Pharma-Quick-Step | + 2'07"   |
| 6                   | Fabio Aru          | Astana Pro Team         | + 2'15"   |
| 7                   | Samuel Sánchez     | BMC Racing Team         | + 3'26"   |
| 8                   | Robert Gesink      | Belkin-Pro Cycling Team | + 4'14"   |
| 9                   | Winner Anacona     | Lampre-Merida           | + 4'36"   |
| 10                  | Daniel Martin      | Garmin Sharp            | + 4'37"   |
|                     |                    |                         |           |
| 20                  | Maxime Monfort     | Lotto Belisol           | + 11'31"  |

| Puntenklassement |                    |                         |        |
| Plaats           | Naam               | Ploeg                   | Punten |
| Groene trui      | John Degenkolb     | Team Giant-Shimano      | 116    |
| 2                | Alejandro Valverde | Team Movistar           | 80     |
| 3                | Michael Matthews   | Orica GreenEDGE         | 73     |
|                  |                    |                         |        |
| 10               | Jasper Stuyven     | Trek Factory Racing     | 42     |
| 16               | Wilco Kelderman    | Belkin-Pro Cycling Team | 32     |

| Bergklassement        |                   |                        |        |
| Plaats                | Naam              | Ploeg                  | Punten |
| Bolletjestrui (blauw) | Luis León Sánchez | Caja Rural-Seguros RGA | 26     |
| 2                     | Lluís Mas         | Caja Rural-Seguros RGA | 20     |
| 3                     | Winner Anacona    | Lampre-Merida          | 18     |
|                       |                   |                        |        |
| 18                    | Pim Ligthart      | Lotto Belisol          | 5      |
| 19                    | Bart De Clercq    | Lotto Belisol          | 4      |

1e etappe ·
2e etappe ·
3e etappe ·
4e etappe ·
5e etappe ·
6e etappe ·
7e etappe ·
8e etappe ·
9e etappe ·
10e etappe ·
11e etappe ·
12e etappe ·
13e etappe ·
14e etappe ·
15e etappe ·
16e etappe ·
17e etappe ·
18e etappe ·
19e etappe ·
20e etappe ·
21e etappe
Startlijst · Eindstanden · Afbeeldingen